# Pitcairnia straminea
Pitcairnia straminea är en gräsväxtart som först beskrevs av Eduard Friedrich Poeppig och Carl Christian Mez, och fick sitt nu gällande namn av Carl Christian Mez. Pitcairnia straminea ingår i släktet Pitcairnia och familjen Bromeliaceae. Inga underarter finns listade i Catalogue of Life.